# Gabriela Stacherová
Gabriela Stacherová, född den 4 februari 1980 i Zvolen, Tjeckoslovakien, är en slovakisk kanotist.
Hon tog EM-guld i K-1 lag i slalom 2000 i Mezzana.